# 居倉村
居倉村（いくらむら）は、かつて岐阜県本巣郡にあった村である。現在の瑞穂市居倉に該当する。
倭姫命が天照大神の御霊代を祀る地を探していた際、美濃国伊久良河にたどり着き、「伊久良河宮」を築き約4年滞在したという。この伊久良河が居倉となったという。1889年（明治22年）の発足時は大野郡に属していたが、1897年（明治30年）に大野郡の一部が本巣郡に編入された際、本巣郡に移管された。

## 歴史
- 1889年（明治22年）7月1日 - 町村制の施行により大野郡居倉村が発足する。
- 1897年（明治30年）4月1日[2] - 大野郡が分割されて、揖斐郡と本巣郡の一部となる。当村は本巣郡となる。
- 1897年（明治30年）4月1日 - 唐栗村、森村、七崎村、田ノ上村、宮田村、大月村と合併し、川崎村が発足。同日居倉村は廃止。

## 教育
- 居倉学校（現・瑞穂市立西小学校）

## 神社・仏閣
- 天神神社 - 元伊勢と呼ばれる。伊久良河宮の跡地と言われている。

## 出身人物
- 福嶌才治 - 「富有柿」の生みの親。